# 東秀光
東 秀光（あずま ひでみつ）は、日本の柔道家。階級は軽量級(63kg級)。

## 経歴
大阪商業大学4年の時に全日本学生選手権軽々量級の決勝で同志社大学の古松政次を巴投げで破って優勝した。卒業後は岐阜県警の所属となると、1967年の全国警察柔道選手権大会軽量級でも優勝した。1968年の選抜体重別軽量級では福岡大学の武田隆を体落で破って優勝を飾った。

## 戦績
- 1966年 - 全日本学生選手権 軽々量級 優勝
- 1967年 - 全国警察柔道選手権大会 軽量級 優勝
- 1968年 - 選抜体重別 軽量級 優勝

（出典、JudoInside.com）。